# 蒂博·鲁杰里
蒂博·鲁杰里（法語：Thibaut Ruggeri，1980年9月5日—）出生於法國奥弗涅-罗讷-阿尔卑斯大区上薩瓦省的默熱沃，是一位法式料理的廚師。

## 生平
蒂博·鲁杰里十四歲的時候，決定成為一位廚師，在米歇爾·蓋拉爾的Les Prés d'Eugénie餐廳擔任學徒、在喬治·布朗的餐廳擔任學徒，之後前往巴黎的Taillevent餐廳工作，2013年獲得世界烹飪大賽金獎，2014年蒂博·鲁杰里被禮聘到豐特夫羅修道院Fontevraud le餐廳擔任行政總廚，2017年獲得米其林指南一星評鑑、戈和米約三頂高帽。

## 相關連結
- Fontevraud le （页面存档备份，存于）
- 臉書粉絲專頁 （页面存档备份，存于）